# The Move
The Move é uma banda de rock dos anos 60 formada em Birmingham, Inglaterra, por Roy Wood (guitarra, vocal), Bev Bevan (bateria), Chris "Ace" Kefford (baixo), Carl Wayne (vocal) e Trevor Burton (guitarra). O grupo originou-se de vários bandas de Birmingham, como Carl Wayne and the Vikings, Nightrider e Mayfair Set.
Seus primeiro shows foram no começo de 1966, e o Move logo ganharia notoriedade por seus arranjos vocais elaborados e a influência de soul music e bandas da Costa Oeste dos Estados Unidos como The Beach Boys, The Byrds, Love e Moby Grape. O empresário da banda, Tony Secunda, arrumou para eles shows semanais no Marquee Club de Londres, onde eles passaram a se apresentar vestidos de gângsters.
Conhecidos por suas apresentações ultrajantes, eles foram processados pelo Primeiro Ministro da Grã-Bretanha Harold Wilson, depois que Secunda, para promover o novo compacto "Flowers in the Rain", mandou fazer um cartão postal com uma foto de Wilson na cama com uma mulher que ele supostamente estava tendo um caso.
O Move continuou durante os anos 70, apesar de diversas mudanças na formação.
Embora nunca tenham sido tão populares nos Estados Unidos quanto em sua terra natal, o Move foi um dos grupos pops mais importantes de sua época, frequentemente citados como um dos principais precursores do power pop.
"Flowers in the Rain" foi a primeira música tocada na Radio 1 da BBC quando a rádio começou em 1967.
Carl Wayne, que juntou-se ao The Hollies em 2000, morreu em 31 de agosto de 2004 depois de uma longa batalha contra um câncer.

## Discografia selecionada

### Álbuns de estúdio
| Ano  | Título                                                                             | Posições |
| Ano  | Título                                                                             | UK       |
| ---- | ---------------------------------------------------------------------------------- | -------- |
| 1968 | Move - Lançado: Março de 1968 - Selo: Regal Zonophone                              | 15       |
| 1970 | Shazam - Lançado: Fevereiro de 1970 - Selo: Regal Zonophone / A&M                  | –        |
| 1970 | Looking On - Lançado: Dezembro de 1970 - Selo: Fly Records / Capitol               | –        |
| 1971 | Message from the Country - Lançado: 8 de outubro de 1971 - Selo: Harvest / Capitol | –        |

### Álbuns ao vivo
| Ano  | Título                                                                                                 | Posições |
| ---- | --- | -------- |
| 1969 | Live at the Fillmore 1969 - Lançado: 11 de dezembro de 2011 - Selo: Right Recordings / Not Bad Records | –        |

### EPs
| Ano  | Título                                                                                | Posições |
| Ano  | Título                                                                                | UK       |
| ---- | ------------------------------------------------------------------------------------- | -------- |
| 1969 | Something Else from The Move - Lançado: 1968 - Selo: Regal Zonophone / Diablo Records | –        |
| 1970 | Magni Flys - Lançado: 1972 - Selo: Fly Records                                        | –        |

Singles
- Night of Fear (1967, #2 nas paradas do Reino Unido)
- I Can Hear the Grass Grow (1967, #5 no Reino Unido)
- Flowers in the Rain (1967, #2 no Reino Unido)
- Fire Brigade (1968, #3 no Reino Unido)
- Wild Tiger Woman (1968)
- Blackberry Way (1968, #1 no Reino Unido)
- Curly (1969, #12 no Reino Unido)
- Brontosaurus (1970, #5 no Reino Unido)
- When Alice Comes Back To The Farm (1970)
- Tonight (1971, #11 no Reino Unido)
- Chinatown (1971, #24 no Reino Unido)
- California Man (1972, #7 no Reino Unido)
- Do Ya (1974)

Coletâneas
- Split Ends  (1973)
- The Best of the Move  (1974)
- Great Move!:  The Best of the Move  (1994)
- The BBC Sessions  (1995)
- Movements:  30th Anniversary Anthology  (1997)